# Caryodaphnopsis inaequalis
Caryodaphnopsis inaequalis là loài thực vật có hoa trong họ Nguyệt quế. Loài này được (A.C.Sm.) van der Werff & H.G.Richt. miêu tả khoa học đầu tiên năm 1985.